# Flecha Valona de 2018
A 82.ª edição da clássica ciclista Flecha Valona foi uma corrida na Bélgica que se celebrou a 18 de abril de 2018 sobre um percurso de 198,5 quilómetros com início na cidade de Seraing e final no município de Huy.
A corrida além de ser a segunda clássica das Ardenas, fez parte do UCI WorldTour de 2018, sendo a décima-sétima competição do calendário de máxima categoria mundial.
A corrida foi vencida pelo corredor francês Julian Alaphilippe da equipa Quick-Step Floors, em segundo lugar Alejandro Valverde (Movistar) e em terceiro lugar Jelle Vanendert (Lotto Soudal).

## Percorrido
O percurso teve mudanças relevantes com relação à edição anterior, como importante novidade pela primeira vez na sua história a linha de saída foi a cidade de Seraing na Bélgica, desde ali o pelotão pôs rumo para os cumes da Côte da Vecquée e a Côte da Redoute para depois abandonar as estradas que compartilha com sua competição irmã maior, a Liège-Bastogne-Liège e enfrentar as duas voltas ao circuito final de 29 quilómetros e finalizar no tradicional Muro de Huy.
| Cotas da corrida |                         |                 |                |            |
| Número           | Nome                    | Comprimento (m) | Pendente média | Quilómetro |
| ---------------- | ----------------------- | --------------- | -------------- | ---------- |
| 1                | Côte da Vecquée         | 6300            | 7,5 %          | 61         |
| 2                | Côte da Redoute         | 2000            | 8,9 %          | 82         |
| 3                | Côte de Mont            | 1500            | 7,6 %          | 100        |
| 4                | Côte d'Amay             | 1200            | 7,5 %          | 126,5      |
| 5                | Muro de Huy (1.ª passo) | 1300            | 9,6 %          | 138,5      |
| 6                | Côte d'Ereffe           | 2100            | 5 %            | 153        |
| 7                | Côte de Cherave         | 1300            | 8,1 %          | 164        |
| 8                | Muro de Huy (2.ª passo) | 1300            | 9,6 %          | 169,5      |
| 9                | Côte d'Ereffe           | 2100            | 5 %            | 182        |
| 10               | Côte de Cherave         | 1300            | 8,1 %          | 193        |
| 11               | Muro de Huy (3.ª passo) | 1300            | 9,6 %          | 197        |

## Equipas participantes
Tomaram parte na corrida 25 equipas: 18 de categoria UCI WorldTour de 2018 convidados pela organização; 7 de categoria Profissional Continental. Formando assim um pelotão de 175 ciclistas dos que acabaram 107. As equipas participantes foram:
| Equipes WorldTeam (18)- Quick-Step Floors - Lotto Soudal - Lotto NL-Jumbo - Team Sunweb - Sky - Groupama-FDJ - AG2R La Mondiale - Movistar Team - Katusha-Alpecin - BMC Racing Team - EF Education First-Drapac p/b Cannondale - Trek-Segafredo - UAE Team Emirates - Bahrain-Merida - Bora-Hansgrohe - Astana - Dimension Data - Mitchelton-Scott Equipes profissionais Continentais (7)- Cofidis, Solutions Crédits - Delko-Marseille Provence-KTM - Fortuneo-Samsic - Vital Concept - Sport Vlaanderen-Baloise - Wanty-Groupe Gobert - WB-Aqua Protect-Veranclassic |
| |

## Classificações finais
- As classificações finalizaram da seguinte forma:[6]

### Classificação geral
| \| Classificação geral \| Classificação geral \| Classificação geral \| Classificação geral \| Classificação geral \| \| Ciclista \| Ciclista \| Equipe \| Tempo \| \| \| ------------------- \| --------------------- \| ------------------- \| ------------------- \| ------------------- \| \| 1. \| Julian Alaphilippe \| Quick-Step Floors \| 4h53m37s \| \| \| 2. \| Alejandro Valverde \| Movistar Team \| + 4s \| \| \| 3. \| Jelle Vanendert \| Lotto-Soudal \| + 6s \| \| \| 4. \| Roman Kreuziger \| Mitchelton-Scott \| + 6s \| \| \| 5. \| Michael Matthews \| Team Sunweb \| + 6s \| \| \| 6. \| Bauke Mollema \| Trek-Segafredo \| + 6s \| \| \| 7. \| Tim Wellens \| Lotto-Soudal \| + 6s \| \| \| 8. \| Maximilian Schachmann \| Quick-Step Floors \| + 6s \| \| \| 9. \| Romain Bardet \| AG2R La Mondiale \| + 6s \| \| \| 10. \| Patrick Konrad \| Bora-Hansgrohe \| + 12s \| \| \| 11. \| Sergio Henao \| Team Sky \| + 15s \| \| \| 12. \| Tom Slagter \| Dimension Data \| + 19s \| \| \| 13. \| Rudy Molard \| Groupama-FDJ \| + 21s \| \| \| 14. \| Diego Ulissi \| UAE Team Emirates \| + 25s \| \| \| 15. \| Alexis Vuillermoz \| AG2R La Mondiale \| + 28s \| \| |                       |                   |          |
| |                       |                   |          |
| Fonte: ProCyclingStats |                       |                   |          |
| Classificação geral |                       |                   |          |
| Ciclista | Ciclista              | Equipe            | Tempo    |
| 1. | Julian Alaphilippe    | Quick-Step Floors | 4h53m37s |
| 2. | Alejandro Valverde    | Movistar Team     | + 4s     |
| 3. | Jelle Vanendert       | Lotto-Soudal      | + 6s     |
| 4. | Roman Kreuziger       | Mitchelton-Scott  | + 6s     |
| 5. | Michael Matthews      | Team Sunweb       | + 6s     |
| 6. | Bauke Mollema         | Trek-Segafredo    | + 6s     |
| 7. | Tim Wellens           | Lotto-Soudal      | + 6s     |
| 8. | Maximilian Schachmann | Quick-Step Floors | + 6s     |
| 9. | Romain Bardet         | AG2R La Mondiale  | + 6s     |
| 10. | Patrick Konrad        | Bora-Hansgrohe    | + 12s    |
| 11. | Sergio Henao          | Team Sky          | + 15s    |
| 12. | Tom Slagter           | Dimension Data    | + 19s    |
| 13. | Rudy Molard           | Groupama-FDJ      | + 21s    |
| 14. | Diego Ulissi          | UAE Team Emirates | + 25s    |
| 15. | Alexis Vuillermoz     | AG2R La Mondiale  | + 28s    |

## UCI World Ranking
A Flecha Valona outorga pontos para o UCI WorldTour de 2018 e o UCI World Ranking, este último para corredores das equipas nas categorias UCI WorldTeam, Profissional Continental e Equipas Continentais. As seguintes tabelas mostram o barómetro de pontuação e os 10 corredores que obtiveram mais pontos:
| Posição   | 1.º | 2.º | 3.º | 4.º | 5.º | 6.º | 7.º | 8.º | 9.º | 10.º | 11.º | 12.º | 13.º | 14.º | 15.º | 16.º-20.º | 21.º-30.º | 31.º-50.º | 51.º-55.º | 56.º-60.º |
| Pontuação | 400 | 320 | 260 | 220 | 180 | 140 | 120 | 100 | 80  | 68   | 56   | 48   | 40   | 32   | 28   | 24        | 16        | 8         | 4         | 2         |

| Classificação |                       |                   |        |
| Posição       | Ciclista              | Equipa            | Pontos |
| ------------- | --------------------- | ----------------- | ------ |
| 1.º           | Julian Alaphilippe    | Quick-Step Floors | 400    |
| 2.º           | Alejandro Valverde    | Movistar          | 320    |
| 3.º           | Jelle Vanendert       | Lotto Soudal      | 260    |
| 4.º           | Roman Kreuziger       | Mitchelton-Scott  | 220    |
| 5.º           | Michael Matthews      | Sunweb            | 180    |
| 6.º           | Bauke Mollema         | Trek-Segafredo    | 140    |
| 7.º           | Tim Wellens           | Lotto Soudal      | 120    |
| 8.º           | Maximilian Schachmann | Quick-Step Floors | 100    |
| 9.º           | Romain Bardet         | AG2R La Mondiale  | 80     |
| 10.º          | Patrick Konrad        | Bora-Hansgrohe    | 68     |